# New Alexandria (Pennsylvanie)
New Alexandria est un borough situé au nord de la partie centrale du comté de Westmoreland, en Pennsylvanie, aux États-Unis,. En 2010, il comptait une population de 560 habitants, estimée au 1er juillet 2020 à 559 habitants. Le borough est fondé en 1800 et incorporé le 10 avril 1834.

## Démographie
Lors du recensement de 2010, le borough comptait une population de 560 habitants. Elle est estimée, en 2020, à 559 habitants.